# 七孔鄉
七孔鄉（七孔公社），是四川省鄰水縣曾经下辖的一个乡。

## 沿革
- 光緒初年，增設七孔溪場。
- 光緒三十三年(1907年)，七孔溪場廢。
- 1953年3月21日，七孔鄉人民政府成立．隸屬第四區(罈同區)公所管轄。1956年1月，七孔鄉人民政府改稱七孔鄉人民委員會。1958年9月22日，七孔鄉人委改稱七孔人民公社。1966年5月「文革」開始後，七孔人民公社工作受到干擾。1967年3月，由公社武裝幹部和群眾代表主持成立了七孔人民公社生產辦公室，負責公社日常工作。[1]。